# Dysdera aculeata
Dysdera aculeata là một loài nhện trong họ Dysderidae.
Loài này thuộc chi Dysdera. Dysdera aculeata được miêu tả năm 1875 bởi Kroneberg.